# لقاح الجسيمات الشبيهة بالفيروسات
لقاح الجسيمات الشبيهة بالفيروسات (بالإنجليزية: Virus-like particles vaccine)‏ ويُشار إليه اختصارًا باسم لقاح VLPs (بالإنجليزية: VLPs vaccine)‏؛ هو أحد أحدث أنواع لقاحات الوحيدات، يُعتمد في صناعته على تقنية الجسيمات الشبيهة بالفيروسات التي تُحاكي بنية الفيروس المُعدي أو المسبب للمرض.
تحتوي الجسيمات الشبيهة بالفيروسات كما الفيروسات على بنية مثالية مُتكرّرة، ما يجعلها تبدو وكأنها فيروسًا حقيقيًا، الأمر الذي يدفع الجهاز المناعي في الجسم لاستثارة استجابات مناعية قوية للخلايا التائية والخلايا البائية بغرض إنتاج الأجسام المضادة، ما يجعل لقاحات الجسيمات الشبيهة بالفيروسات أفضل وسيلة لتعزيز وتحفيز الخلايا المناعية في الجسم، والأكثر فعالية مقارنة بتقنيات اللقاحات الأخرى. من جانب آخر، تعد الجسيمات الشبيهة بالفيروسات آمنة فعلًا لعدم قدرتها على التناسخ، لافتقارها للجينوم الذي تحتاجه لهذه العملية، ما يحول دون أي عملية تحوّر أو تطوّر أو حدوث طفرات يمكن أن تضر بجسم المصاب أو تنتقل منه إلى شخص آخر.

## استخدامات

### لقاحات الأنفلونزا
تشير الأبحاث إلى أن لقاحات الجسيمات الشبيهة بالفيروسات ضد فيروس الأنفلونزا يمكن أن توفر حماية أقوى وأطول أمدًا ضد فيروسات الأنفلونزا من اللقاحات التقليدية. يمكن أن يبدأ الإنتاج بمجرد تحديد تسلسل سلالة الفيروس ويمكن أن تستغرق عملية إنتاج مثل هذا اللقاح أقل من 12 أسبوعًا، مقارنة بـ 9 أشهر للقاحات التقليدية. في التجارب السريرية المبكرة، بدا أن لقاحات الأنفلونزا المصنعة وفقًا لتقنية الجسيمات الشبيهة بالفيروسات توفر حماية كاملة ضد النوع الفرعي لفيروس إنفلونزا أ وفيروس إتش 5 إن 1 وفيروس الإنفلونزا الإسبانية.

#### كورونا
في عام 2020، وعلى إثر انتشار جائحة فيروس كورونا، بدأت العدد من الشركات مشاريع تطوير لقاحات ضد مرض كورونا باعتماد تقنية الجسيمات الشبيهة بالفيروسات، وهناك العديد من اللقاحات التي نالت موافقة وطنية لتدخل في مراحل التجارب السريرية.